# Convent dels Caputxins (l'Olleria)
Convent dels pares Franciscans Caputxins és un edifici Religiós a L´Olleria Fundat el 1601, està situat al carrer dels Caputxins.